# Mandevilla splendens
Бразильський жасмин, мандевілла сяюча (Mandevilla splendens) — вид рослини родини барвінкові.

## Назва
В англійській мові має назву «рожева алламанда» (англ. pink allamanda).

## Будова
Вічнозелена ліана чи виткий кущ 6 м заввишки з зеленими стеблами, що згодом дерев'яніють. Виділяє білий сік, при пошкодженні. Листя текстурне до 20 см завдовжки, овальної форми з хвилястим краєм. Трубкоподібні запашні рожеві квіти 7,5-10 см з'являються у суцвіттях по 3-5. Пелюстки мають неправильну форму, з випадковими виступами по краю. Плід - стручок.

## Поширення та середовище існування
Зростає у гірському масиві Серра дус Оргаош (порт. Serra dos Órgãos)

## Практичне використання
Вирощується як декоративна рослина. Має сорти з білими квітками.

## Галерея

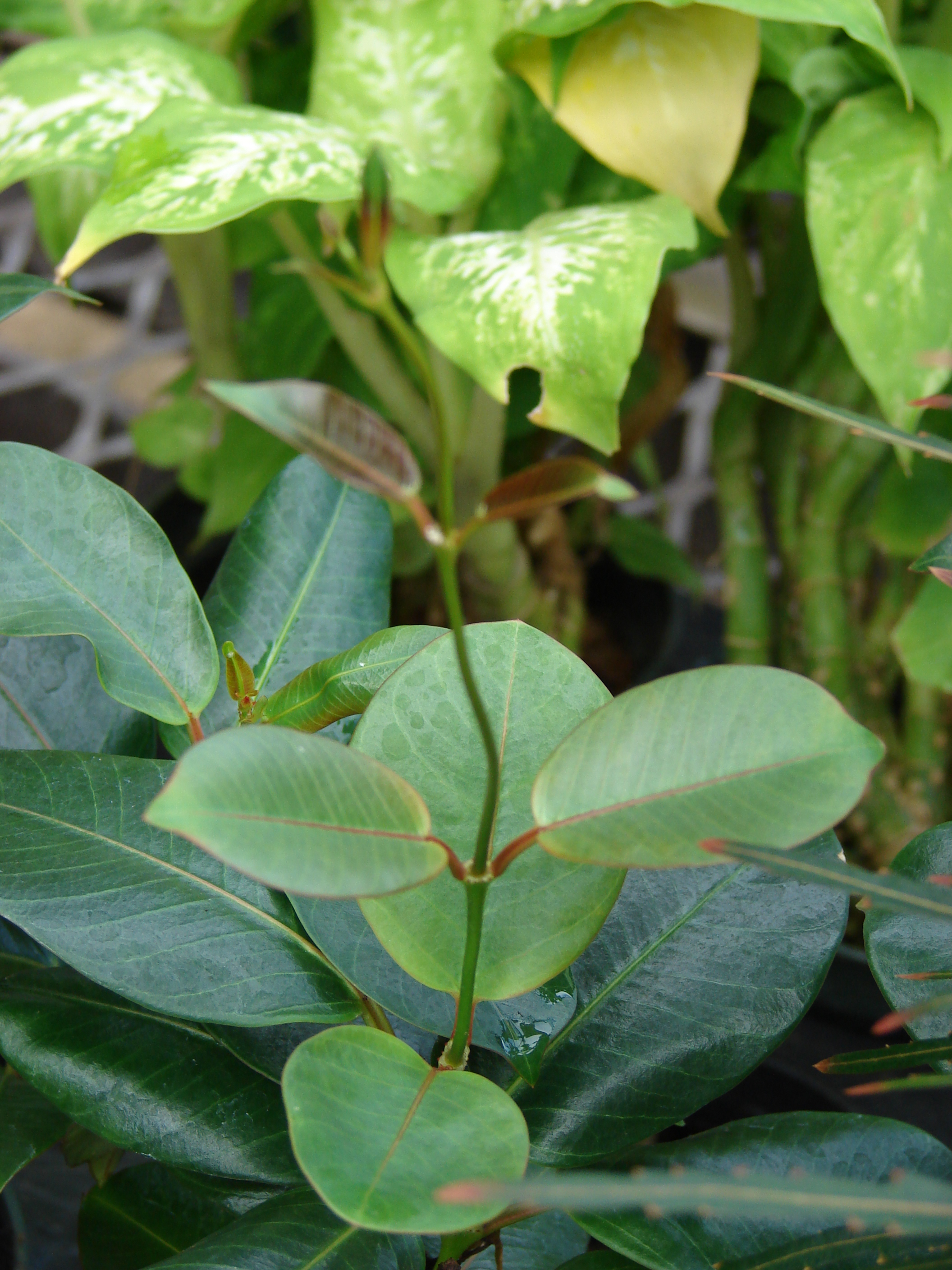
Листя
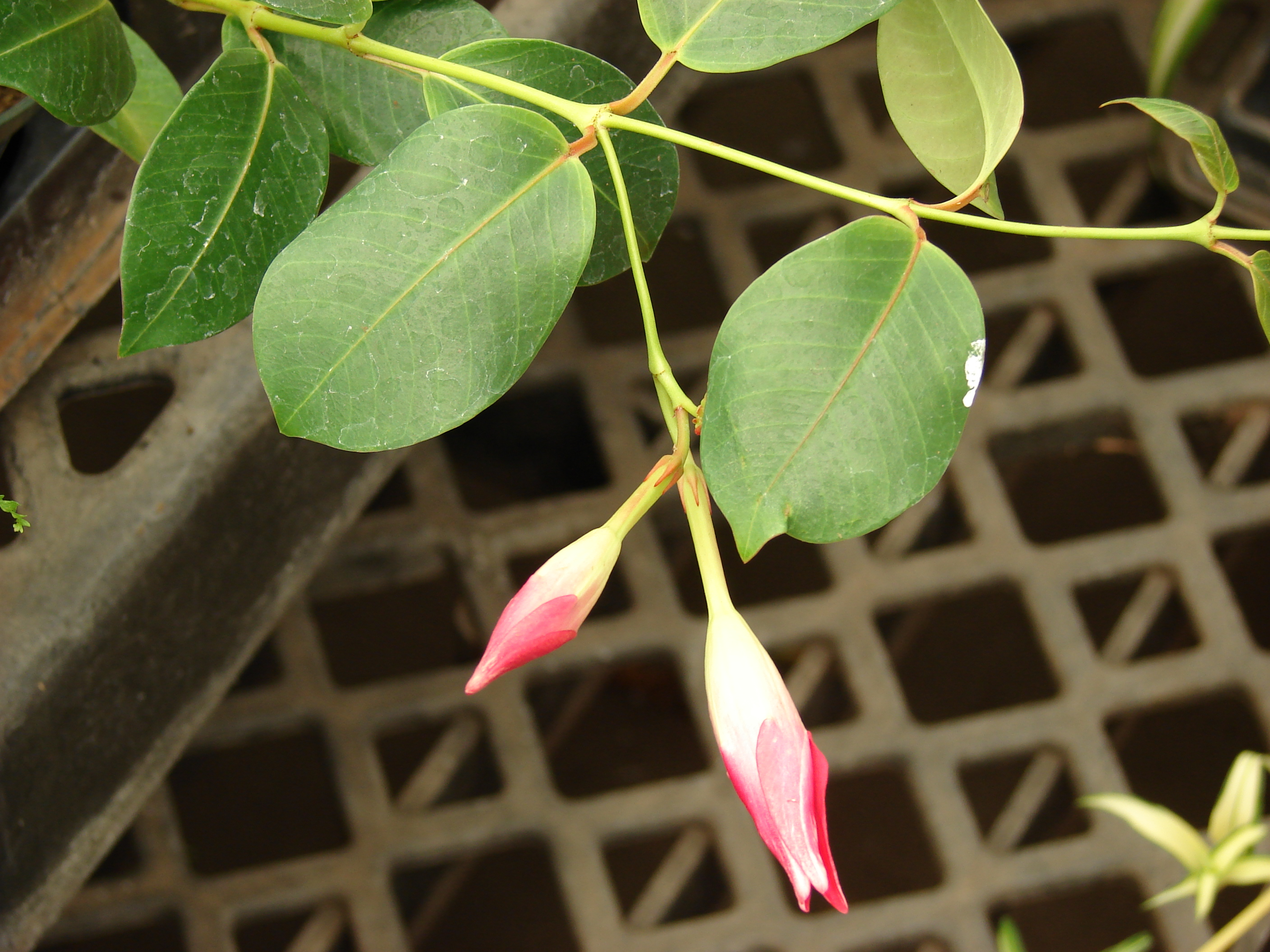
Пуп'янки
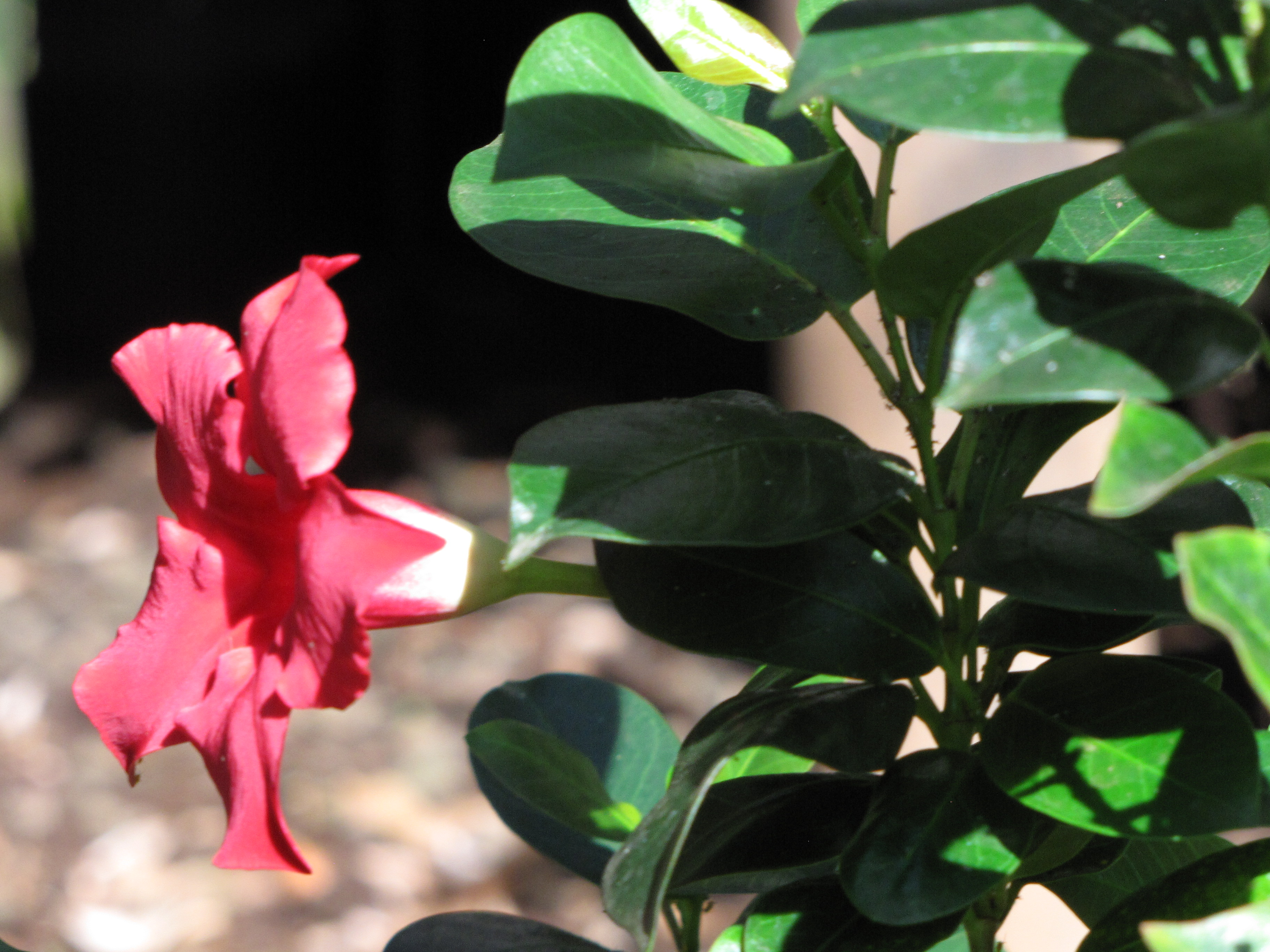
Квітка